# Andy Hunt
Andrew Hunt, detto Andy (Thurrock, 9 giugno 1970), è un ex calciatore inglese, di ruolo attaccante.

## Carriera

### Club
Durante la sua carriera gioca per Kettering Town, Newcastle, WBA e Charlton ritirandosi dall'attività agonistica nel 2001 a causa della sindrome da fatica cronica che lo faceva sentire affaticato alla fine di ogni incontro.
Totalizza 128 gol in 365 incontri di campionato e 42 presenze e 10 reti in Premier League.

## Palmarès

### Club

#### Competizioni nazionali
- First Division: 2

Newcastle: 1992-1993
Charlton: 1999-2000

### Individuale
- Capocannoniere della First Division: 1

1999-2000 (24 gol)